# Rutilia cingulata
Rutilia cingulata är en tvåvingeart som först beskrevs av Malloch 1930.  Rutilia cingulata ingår i släktet Rutilia och familjen parasitflugor. Inga underarter finns listade i Catalogue of Life.